# Metz-Robert
Pour les articles homonymes, voir Metz (homonymie) et Robert.
Metz-Robert est une commune française, située dans le département de l'Aube en région Grand Est.

## Géographie
|  | Les Loges-Margueron |
|  | Metz-Robert         |
|  | Chaource            |

Situé sur une colline à 3 km de Chaource, le petit village de Metz-Robert domine la vallée de l'Armance, elle-même longée par le chemin de Lorry, ancienne voie romaine venant de Pomblin et se dirigeant vers Chaource.

### Hydrographie

#### Réseau hydrographique
La commune est dans la région hydrographique « la Seine de sa source au confluent de l'Oise (exclu) » au sein du bassin Seine-Normandie. Elle est drainée par l'Armance, le ru des Naues, le ruisseau de la Bande, l'Armance et le ru du Haillier,.
L'Armance, d'une longueur de 48 km, prend sa source dans la commune de Chaource et se jette  dans l'Armançon à Saint-Florentin, après avoir traversé 19 communes.

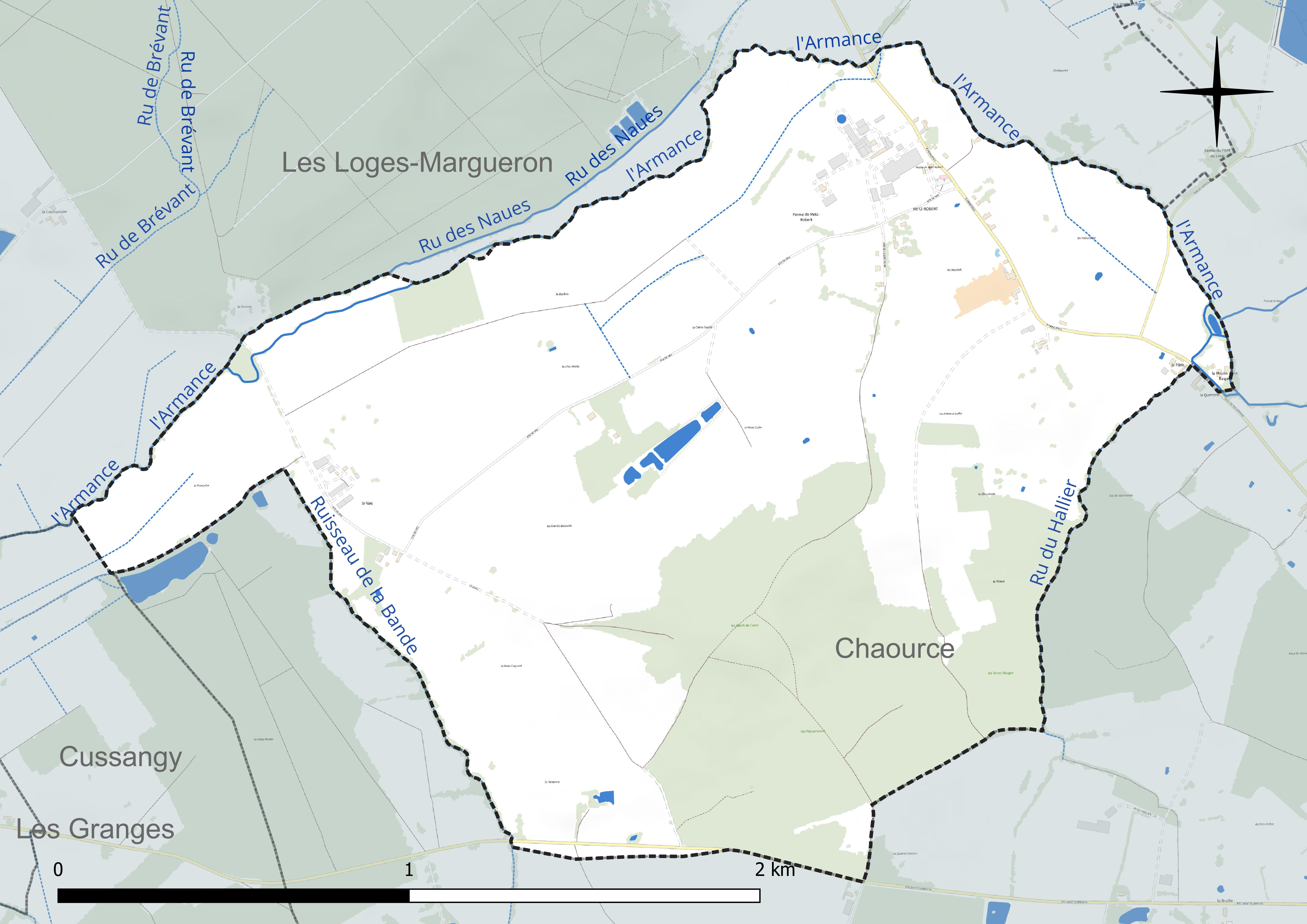
Réseau hydrographique de Metz-Robert.

#### Gestion et qualité des eaux
Le territoire communal est couvert par le schéma d'aménagement et de gestion des eaux (SAGE) « Armançon ». Ce document de planification concerne le territoire du bassin versant de l'Armançon qui s’étend sur 3 100 km2 et se répartit sur trois départements (l'Aube, l'Yonne et la Côte-d'Or). Il a été approuvé le 6 mai 2013. La structure porteuse de l'élaboration et de la mise en œuvre est le syndicat mixte du bassin versant de l'Armançon (SMBVA).
La qualité des cours d’eau peut être consultée sur un site dédié géré par les agences de l’eau et l’Agence française pour la biodiversité.

### Climat
Pour des articles plus généraux, voir Climat du Grand Est et Climat de l'Aube.
En 2010, le climat de la commune est de type climat océanique dégradé des plaines du Centre et du Nord, selon une étude du Centre national de la recherche scientifique s'appuyant sur une série de données couvrant la période 1971-2000. En 2020, Météo-France publie une typologie des climats de la France métropolitaine dans laquelle la commune est exposée à un climat océanique altéré et est dans la région climatique Lorraine, plateau de Langres, Morvan, caractérisée par un hiver rude (1,5 °C), des vents modérés et des brouillards fréquents en automne et hiver.
Pour la période 1971-2000, la température annuelle moyenne est de 10,4 °C, avec une amplitude thermique annuelle de 15,9 °C. Le cumul annuel moyen de précipitations est de 747 mm, avec 11,4 jours de précipitations en janvier et 7,9 jours en juillet. Pour la période 1991-2020, la température moyenne annuelle observée sur la station météorologique de Météo-France la plus proche, « Chessy-les-Prés_sapc », sur la commune de Chessy-les-Prés à 16 km à vol d'oiseau, est de 11,2 °C et le cumul annuel moyen de précipitations est de 756,5 mm. 
La température maximale relevée sur cette station est de 41,4 °C, atteinte le 25 juillet 2019 ; la température minimale est de −22,2 °C, atteinte le 2 janvier 1997,,.
Les paramètres climatiques de la commune ont été estimés pour le milieu du siècle (2041-2070) selon différents scénarios d'émission de gaz à effet de serre à partir des nouvelles projections climatiques de référence DRIAS-2020. Ils sont consultables sur un site dédié publié par Météo-France en novembre 2022.

## Urbanisme

### Typologie
Au 1er janvier 2024, Metz-Robert est catégorisée commune rurale à habitat dispersé, selon la nouvelle grille communale de densité à 7 niveaux définie par l'Insee en 2022.
Elle est située hors unité urbaine. Par ailleurs la commune fait partie de l'aire d'attraction de Troyes, dont elle est une commune de la couronne,. Cette aire, qui regroupe 209 communes, est catégorisée dans les aires de 200 000 à moins de 700 000 habitants,.

### Occupation des sols
L'occupation des sols de la commune, telle qu'elle ressort de la base de données européenne d’occupation biophysique des sols Corine Land Cover (CLC), est marquée par l'importance des territoires agricoles (78 % en 2018), une proportion identique à celle de 1990 (78 %). La répartition détaillée en 2018 est la suivante : 
prairies (51,3 %), terres arables (26,8 %), forêts (22 %). L'évolution de l’occupation des sols de la commune et de ses infrastructures peut être observée sur les différentes représentations cartographiques du territoire : la carte de Cassini (XVIIIe siècle), la carte d'état-major (1820-1866) et les cartes ou photos aériennes de l'IGN pour la période actuelle (1950 à aujourd'hui).

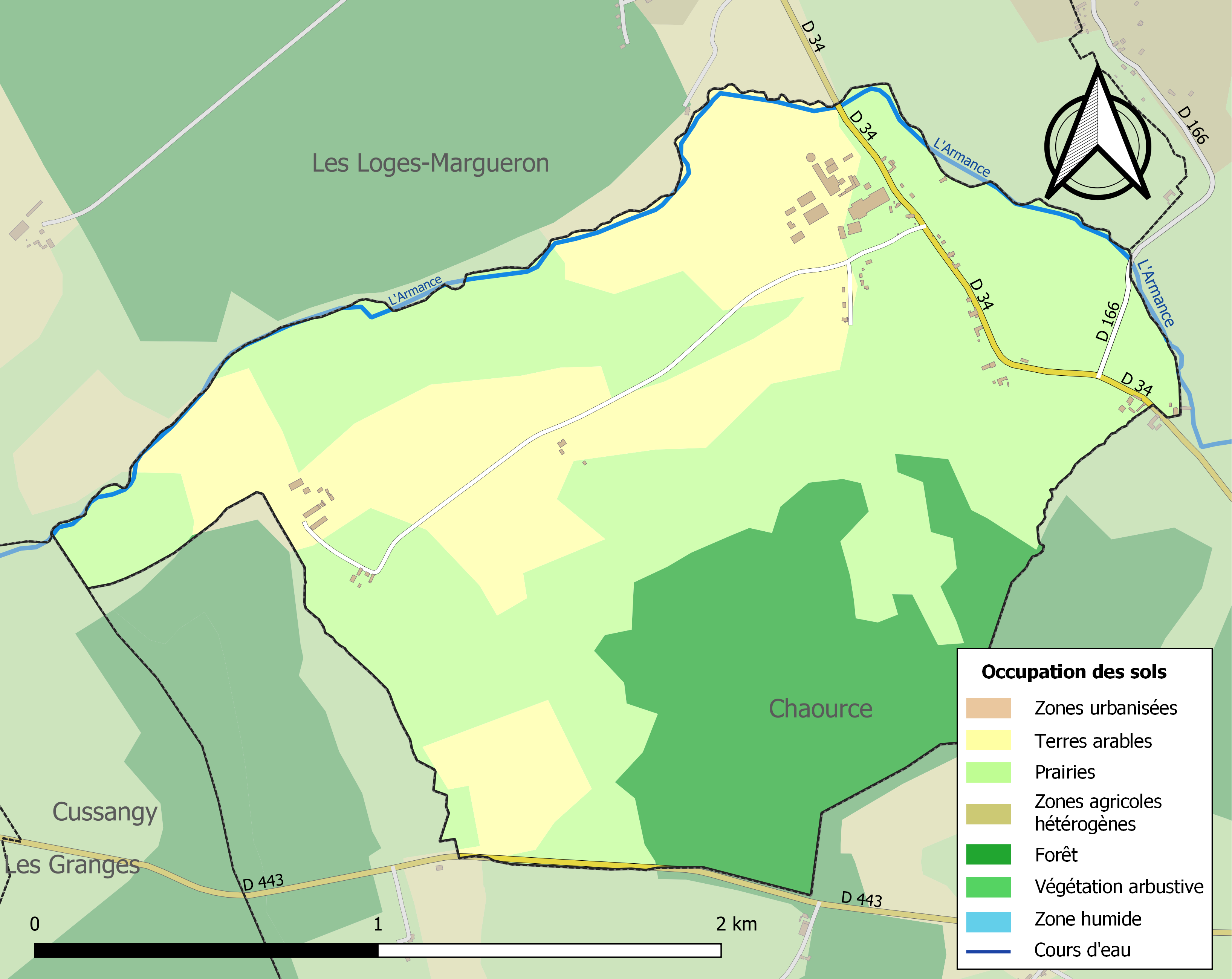
Carte des infrastructures et de l'occupation des sols de la commune en 2018 (CLC).

## Histoire
Une source qui donnait une eau chimiquement pure avait déjà été exploitée dans les dernières années du XIXe siècle par les soins du régisseur du domaine de Crogny : Henri Jannès. L'exploitation cessa à la mort de ce dernier.
En 1970, une entreprise commerciale : "La Société d'exploitation des eaux de table de Metz-Robert", sous la direction de Gilles Bressolier, reprit l'exploitation à grande échelle après avoir fait procéder à la construction de vastes bâtiments industriels. L'eau de la source, qui se trouve à 9,8 m de profondeur, était relevée par une pompe aspirante et dirigée par des canalisations dans deux cuves d'une contenance de 105 000 litres.
L'eau était vendue à l'état naturel avec étiquette bleue ou avec adjonction de gaz carbonique avec étiquette verte, sous conditionnement en bouteilles en verre. Cette industrie qui employait environ 100 ouvriers en été et 50 en hiver, commercialisait en été jusqu'à 5 millions de bouteilles. En 1976, la Société étend son activité avec la fabrication de Pepsi Cola et de Gini, suivie en 1977 de fruité pour le groupe Evian et en 1978, de Blancart pastis sans alcool. Par ailleurs les Ets Bressolier ont très longtemps de la fin des années 1960 et jusqu'en 1985 été embouteilleur de la marque Orangina pour les départements alentour, Gilles Bressolier étant un membre influent du syndicat des boissons sans alcool. La Société a également développé l'utilisation des boites métalliques par exemple pour le beaujolais 1988.
Dans les années 1990, l'usine a été victime de la conjoncture économique et la Société mise en redressement judiciaire a dû cesser son activité qui a été reprise par la SADEM pendant 18 mois avant de fermer définitivement ses portes. L'ensemble des bâtiments industriels a été racheté par l'entreprise Chazelle qui a revendu à nouveau les installations : une partie à la Société Recyclages troyens Morin, l'autre partie à M. Clément Royer pour abriter ses vieux tracteurs. Après la vente de la collection Royer, Eric Meurville a repris ces bâtiments pour remiser à son tour ses tracteurs anciens. En 2012, un hangar de la Société Recyclages troyens sert d'entrepôt pour des rouleaux d'étoffe disponibles à la vente.

## Politique et administration
| Période                                  | Période  | Identité                                         | Étiquette | Qualité              |
| ---------------------------------------- | -------- | ------------------------------------------------ | --------- | -------------------- |
| mars 2001                                | En cours | M. Daniel Coutord Réélu pour le mandat 2020-2026 | LR        | Agriculteur retraité |
| Les données manquantes sont à compléter. |          |                                                  |           |                      |

## Démographie
L'évolution du nombre d'habitants est connue à travers les recensements de la population effectués dans la commune depuis 1793. Pour les communes de moins de 10 000 habitants, une enquête de recensement portant sur toute la population est réalisée tous les cinq ans, les populations de référence des années intermédiaires étant quant à elles estimées par interpolation ou extrapolation. Pour la commune, le premier recensement exhaustif entrant dans le cadre du nouveau dispositif a été réalisé en 2006.

En 2022, la commune comptait 55 habitants, en évolution de −8,33 % par rapport à 2016 (Aube : +0,7 %, France hors Mayotte : +2,11 %).
| 1793 | 1800 | 1806 | 1821 | 1831 | 1836 | 1841 | 1846 | 1851 |
| ---- | ---- | ---- | ---- | ---- | ---- | ---- | ---- | ---- |
| 110  | 131  | 133  | 100  | 113  | 117  | 134  | 123  | 126  |

| 1856 | 1861 | 1866 | 1872 | 1876 | 1881 | 1886 | 1891 | 1896 |
| ---- | ---- | ---- | ---- | ---- | ---- | ---- | ---- | ---- |
| 107  | 99   | 113  | 111  | 110  | 110  | 92   | 77   | 84   |

| 1901 | 1906 | 1911 | 1921 | 1926 | 1931 | 1936 | 1946 | 1954 |
| ---- | ---- | ---- | ---- | ---- | ---- | ---- | ---- | ---- |
| 69   | 76   | 86   | 51   | 51   | 54   | 51   | 40   | 39   |

| 1962 | 1968 | 1975 | 1982 | 1990 | 1999 | 2006 | 2011 | 2016 |
| ---- | ---- | ---- | ---- | ---- | ---- | ---- | ---- | ---- |
| 34   | 42   | 37   | 49   | 47   | 51   | 60   | 50   | 60   |

| 2021 | 2022 | - | - | - | - | - | - | - |
| ---- | ---- | - | - | - | - | - | - | - |
| 58   | 55   | - | - | - | - | - | - | - |

## Lieux et monuments

### Lieux
Le hameau du Vau comptait 11 habitations au XIXe siècle et seulement 6 au début du XXe siècle. Y vivait alors une fermière : Marie Mathieu, dite Maria du Vau, qui fabriquait son fromage qu'elle allait vendre de porte en porte avec son petit cabriolet attelé d'un poney. Elle vendait des fromages frais ou passés, alignés sur des feuilles de platane, ancêtres du chaource.
La ferme du Pâtis, avec son colombier, ancien fief appartenant aux XVIe et XVIIe siècles à la famille Guichard, dépend de Metz-Robert alors que tout à côté, la ferme de la Quenotte se situe sur le finage de Chaource.

### Monuments
L'église, sous le vocable de l'Assomption de la Vierge, est en forme de croix latine. La nef du XIIe siècle est en bois et voutée sur entraits. L'abside et le transept d'un gothique finissant (XVIe siècle) sont en pierre, et voûtés également.